# يان بيتر (فيلسوف)
يان بيتر (بالإنجليزية: Ian Angus)‏ هو فيلسوف أمريكي، ولد في 18 أبريل 1949 في لندن في المملكة المتحدة.